# 刽子手木桥
刽子手木桥（Henkersteg）是佩格尼茨河上的一座人行木质廊桥，位于德国城市纽伦堡，连接佩格尼茨河的河心岛，与南岸的圣洛伦茨区（St. Lorenz）。

## 位置
刽子手木桥的北侧为刽子手塔（Henkerturm），东侧连接跳蚤市场（Trödelmarkt），桥南侧则是牛油房子（Unschlitthaus）和翁施利特广场（Unschlittplatz）。

## 历史
该桥得名于刽子手塔（Henkerturm），原为刽子手的住处。
1595年的洪水对刽子手桥造成了破坏。洪水过后，刽子手桥在西侧重建，改为木质廊桥。从那时起，桥的南端就在翁施利特广场。刽子手桥在1657年、1671年、1761年和1776年，曾经多次修复或重建。这座桥在二战中受到严重破坏，于1954年重建。2000年，该市庆祝建城950周年时，它成为纽伦堡历史之路的一站。